# Gilbert Arenas
Gilbert Jay Arenas (Tampa, 6 gennaio 1982) è un ex cestista statunitense, professionista nella NBA e in Cina.
Soprannominato Agent Zero (agente zero, per via del suo vecchio numero di maglia), ma è anche conosciuto come Hibachi, è stato nominato per tre volte NBA All-star e per tre volte ha fatto parte dell'All-NBA Team. Ha ricevuto, nella stagione 2002-2003, il titolo di NBA Most Improved Player Award.
Gilbert è apparso in una pubblicità dell'Adidas in cui racconta la sua storia di come all'inizio della sua carriera non fosse considerato dalla sua squadra, con ciò motiva la scelta di indossare la maglia con il numero 0. È stato l'uomo copertina di NBA Live 08, videogioco della EA Sports.

## Biografia
Di origini cubane e afroamericane nacque a Tampa in Florida, ma visse la sua giovinezza a Los Angeles nella San Fernando Valley, giocando per la Ulysses S. Grant High School.
È il cugino di Javier Arenas, giocatore degli Atlanta Falcons della National Football League.
Prese in tutela un bambino di 10 anni che perse la famiglia in un incendio che dilaniò Washington.

## College
Al college giocò per due anni nella University of Arizona, giocando al fianco di Richard Jefferson, futuro giocatore NBA. Si dichiarò eleggibile per il Draft NBA 2001. Nonostante degli interessamenti da parte di numerose squadre, venne scelto al secondo giro come 31ª scelta da parte dei Golden State Warriors.

## NBA

### Golden State Warriors
Ad Oakland scelse la maglia nº 0 per smentire un suo ex-allenatore, che gli disse che i minuti che avrebbe giocato nella NBA sarebbero stati appunto zero.
Il primo anno di Arenas lo vede sul parquet per sole 47 partite, ma, grazie ad un buon minutaggio, riesce a mettere a referto quasi 11 punti a partita.
Nel 2003, al termine del suo secondo anno nel NBA, gli viene consegnato il premio come Giocatore Più Migliorato, insieme al premio di MVP del Rookie Challenge disputato durante l'NBA All-Star Weekend 2003 coi sophomore. Rispetto all'anno precedente Arenas gioca 11 minuti in più a partita, disputando tutte le partite dei Warriors da titolare, mettendo insieme 18,4 PPG, più di 6 assist a partita e 4,7 rimbalzi. Al termine della stagione, Arenas è tra i free agent più richiesti della lega.

### Washington Wizards

#### Il primo anno nella capitale
Nell'estate del 2003 approda ai Washington Wizards firmando un contratto da $60 milioni in sei anni.
Nella sua prima stagione ai Wizards, Gilbert deluse le aspettative, dovendo giocare tutta la stagione con uno stiramento ai muscoli addominali. Giocò una cinquantina di partite riuscendo comunque a incrementare il suo apporto offensivo (19,6 PPG).

#### L'esplosione assoluta
L'anno successivo divise il backcourt con la combo-guard, Larry Hughes, e la coppia divenne quella più prolifica di tutta la lega (2004-05). Gilbert venne anche chiamato a disputare il suo primo All-Star Game e a fine anno ricevette il primo di tre inserimenti consecutivi nell'All-NBA Team.
A Washington guidò la squadra a 45 vittorie stagionali e soprattutto al ritorno ai play-off dal 1997. Primeggiò le statistiche di franchigia per punti (25,5 a partita) e si piazzò 7º assoluto tra i realizzatori NBA.
Arenas si ripeté nella stagione 2005-06, tenendo una media di 29,3 punti a partita (4º miglior record della Lega) e aggiungendoci 2 palle rubate e 6,1 assist, toccando quasi i 4 rimbalzi di media. Nonostante i traguardi personali però, né i tifosi né gli allenatori NBA lo scelsero per l'All-Star Game 2006. Gilbert riuscì ad essere presente solo grazie all'infortunio ai danni di Jermaine O'Neal, ala/centro degli Indiana Pacers. Non solo: in seguito all'aggravarsi della salute di un familiare, Raja Bell dei Phoenix Suns si vide obbligato ad abbandonare la Gara del Tiro da Tre; Arenas lo sostituirà, dando filo da torcere allo specialista Dirk Nowitzki.
Washington, anche nel 2006, arrivò ai play-off, ma si infranse contro i Cleveland Cavaliers di LeBron James dopo un'entusiasmante serie durata 6 partite. Nella off-season, Gilbert fece sapere alla dirigenza dei Wizards che era disposto a ridursi lo stipendio in modo da lasciar spazio salariale per portare a bordo i giocatori necessari per il definitivo salto di qualità arrivando ad affermare che non gli interessasse diventare ricco ma vincere e di essere disposto a tagliarsi lo stipendio per farlo.
In questa stagione, Arenas si costruisce la reputazione da clutch player, vale a dire un giocatore capace di mettere a segno i canestri quando contano.
Il 10 gennaio 2007 mandò a segno sulla sirena un tiro dai 9,75 metri che regalò la vittoria ai Wizards sui Milwaukee Bucks per 108-105. Due settimane dopo mise a segno un'altra tripla decisiva sulla sirena per la vittoria thriller (114-111) contro gli Utah Jazz. Il 22 marzo con pochi secondi sul cronometro mise a segno un layup che valse la vittoria dei Wizards sui Seattle SuperSonics.
Nel 17 dicembre 2006 fissò il suo nuovo career high: 60 punti (con 8 rimbalzi e 8 assist) per regalare ai suoi la vittoria in overtime sui Los Angeles Lakers di Kobe Bryant allo Staples Center (147-141). In quell'occasione Arenas divenne il Wizard ad aver segnato più punti in singola gara, meglio di quanto aveva fatto Michael Jordan con la maglia di Washington e meglio del precedente detentore del record di franchigia, Earl Monroe, con i suoi 56 punti realizzati in un'altra vittoria in overtime sui Lakers (1968).
Anche i 16 punti confezionati nel solo tempo supplementare costituiscono un nuovo record NBA, precedentemente detenuto da Earl Boykins con 15 punti realizzati in singolo overtime.
Gilbert, nel corso della stagione, non fa mistero di non aver gradito la propria esclusione dal Team USA in occasione dei FIBA World Championship 2006. Il general manager del Team USA, Jerry Colangelo, e l'assistente allenatore, Mike D'Antoni, si giustificano tirando in ballo i frequenti infortuni di Gilbert, ma diverse dichiarazioni alla stampa fanno piuttosto intendere che i due non erano rimasti soddisfatti dello stato di forma in cui Arenas si era presentato al torneo preliminare.
Gilbert ribatte sostenendo che avrebbe comunque rifiutato la convocazione, visti i pregiudizi degli allenatori, Mike D'Antoni e Nate McMillan, nei suoi riguardi. Dopo di che, promette il "cinquantello" contro i Phoenix Suns e i Portland Trail Balzers allenati rispettivamente dai due coach. Quando affronta Phoenix manda a segno tiri dopo tiri, sottolineando ogni sua prodezza con lo sguardo alla panchina su cui siedono Colangelo e D'Antoni; arriva anche la vittoria. Contro i Blazers, invece, la promessa viene disattesa. Portland lo asfissia in difesa, tenendo Arenas a soli 9 punti, e i Wizards finiscono per perdere.
Il 30 gennaio 2007 partecipa al suo primo All-Star Game da titolare, grazie ai voti dei tifosi che gli regalano il vantaggio di un soffio sul più quotato Vince Carter.
Sul finire della stagione regolare si rompe il legamento collaterale mediale durante la partita contro i Charlotte Bobcats, quando Gerald Wallace gli rovina addosso involontariamente. I Wizards rimangono orfani di Golden Gil e anche di Caron Butler, faticando a raggiungere i play-off. Al primo turno i Cleveland Cavaliers li travolgono per 4-0.

### Il declino: infortuni e sospensione (2008-2010)
Nella off-season ribadisce al Washington Post la propria intenzione di rimanere ai Wizards, ma anche la decisione di avvalersi dell'opzione di free agent al termine del suo contratto nel 2008.
Disputa solo 8 partite nella stagione 2007-08, a causa del riaggravarsi dell'infortunio al ginocchio. Tornato ad allenarsi regolarmente nel gennaio 2008, ha fatto il suo rientro sul campo il 2 di aprile contro i Milwaukee Bucks, segnando 17 punti nella sconfitta casalinga per 110-109.
Dieci giorni prima era scappato dagli spogliatoi infuriato, a pochi minuti dalla palla a due tra Wizards e Pistons, perché i dottori non gli avevano dato il via libera a giocare.
Il 9 aprile, obbligato precauzionalmente a sedere in panchina per non compromettere il ginocchio a pochi giorni dai play-off, ha pensato bene di fare un ingresso a sorpresa in campo, uscendo dagli spogliatoi in uniforme, a 5:30 dalla fine del 1º quarto e supplicando coach Eddie Jordan di farlo giocare. Ha finito per segnare 13 punti, con 3 assist, spingendo i Wizards alla vittoria sui favoriti Boston Celtics (109-95). Nei play-off del 2008 quando i suoi Wizards hanno incontrato per la terza volta in tre anni i Cleveland Cavaliers, Arenas, ancora in pessime condizioni fisiche, dopo una buona gara-1 (con 24 punti e 4 su 5 dalla lunga distanza), non ha giocato al meglio in gara-2 e gara-3. Gara-4 invece è stata in bilico fino alla fine, una sua giocata portava i Wizards sul 97 pari a poco più di 10 secondi dal termine dopo una rimonta da -15. Tuttavia un tiro da tre di Delonte West, a 5 secondi dal termine della gara, ha portato i Cavaliers a +3 e Arenas si è voluto prendere la responsabilità della tripla decisiva, sbagliandola. Arenas ha concluso la gara con 10 punti a referto, l'ultima dei play-off 2008 (ancora a causa dei problemi al ginocchio). Alla fine i Wizards hanno perso 4-2.
Dopo quasi un anno di inattività torna sul parquet di Washington il 28 marzo 2009, contro i Detroit Pistons, realizzando una doppia doppia da 15 punti e 10 assist.

#### Lo scandalo delle armi
Durante il periodo natalizio scoppia lo scandalo che chiuderà la stagione di Arenas: viene trovato in possesso di armi scariche nello spogliatoio e sospeso dalla NBA.
Il 6 gennaio 2010 il commissioner della NBA, David Stern, ufficializza la sospensione del giocatore a tempo indeterminato dalla Lega in seguito al ritrovamento di armi da fuoco (seppur scariche) all'interno del suo armadietto nello spogliatoio e il seguente avvio di indagini da parte della polizia di Washington. Il 16 gennaio Gilbert perde il contratto di sponsorizzazione con l'Adidas, che decide di rescindere il loro accordo in seguito allo scandalo delle armi. Il 27 gennaio 2010 la sospensione di Arenas diventa a tempo determinato: sarà sospeso (senza stipendio) fino al termine della stagione 2009-10. Il giocatore ha dichiarato che non farà appello contro la squalifica. Insieme ad Arenas viene sospeso per tutta la stagione anche il compagno Javaris Crittenton, anche lui coinvolto nella vicenda.

### Ritorno in campo (2010)

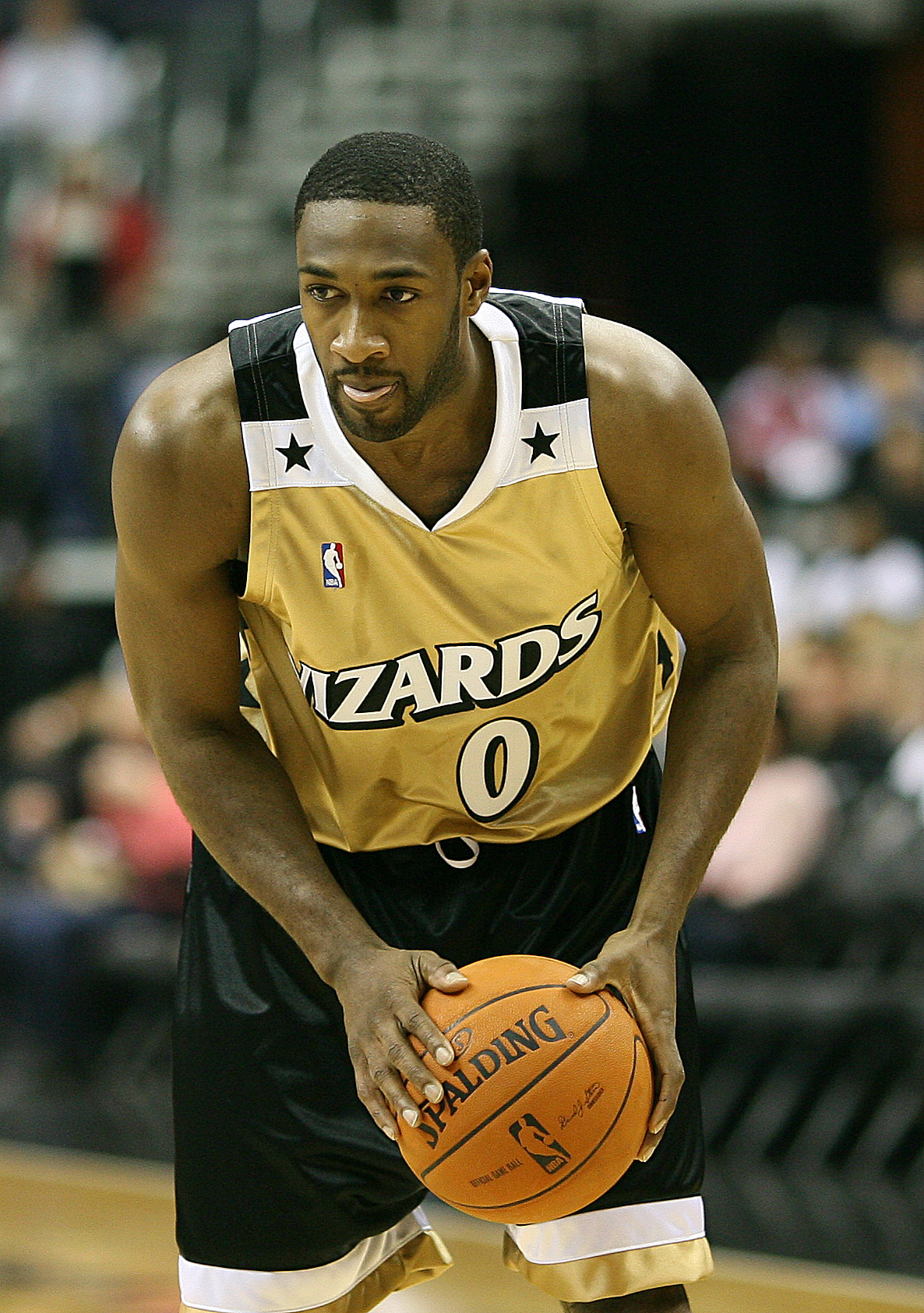
Arenas con la maglia dei Wizards

Il 12 marzo 2010 annuncia di voler cambiare numero di maglia per la stagione 2010-11, lasciando così il suo caratteristico numero 0 per indossare il 6. Il 3 luglio 2010 Arenas cambia nuovamente idea sul numero di maglia: non più il nº 6 ma il 9.
Arenas ricomincia la stagione coi Wizards ed è il miglior marcatore della franchigia nelle prime 24 gare stagionali: il 18 dicembre 2010 viene scambiato con Rashard Lewis degli Orlando Magic, approdando così in Florida. Qui però delude molto le aspettative e chiude la regular season a soli 8 punti di media a partita. Nei play-off i Magic sono accoppiati con gli Atlanta Hawks e vengono sconfitti 4-2. Arenas chiude la serie disputando 5 gare a 8,6 punti di media.
Il 9 dicembre 2011, la squadra di Orlando esercita l'opzione amnesty clause sul suo contratto rendendolo così free agent. Libero di firmare con che squadra vuole ma legato comunque ad un contratto che Orlando dovrà pagare interamente senza pesare sul salary cap.
Il 20 marzo 2012 i Memphis Grizzlies, bisognosi di un play d'esperienza per far rifiatare il titolare Mike Conley, ingaggiano Arenas fino al termine della stagione.

## Cina
Nel mese di novembre del 2012 firma un contratto di una stagione con opzione per la successiva con gli Shanghai Sharks, squadra del massimo campionato cinese. Con gli Sharks torna ad utilizzare il numero che lo aveva reso famoso, lo zero.

## Palmarès
- NBA All Star Game: 3

2005, 2006, 2007
- All-NBA Team: 3

Second Team: 2006-07
Third Team: 2004-05, 2005-06
- NBA Most Improved Player Award: 2002-03
- All-Star Rookie/Sophomore Game MVP: 2003
- NBA All-Rookie First Team: 2001-02
- Leader della stagione regolare NBA per minuti giocati: 2006 (3,384)
- Detiene il record di franchigia dei Washington Wizards per più canestri da tre punti segnati con 529

## Record
- Gare con più di 50 punti segnati (stagione regolare): 3
- Gare con più di 40 punti segnati (stagione regolare): 26 (25 con Washington)
- Triple doppie in carriera (stagione regolare): 3
- Gare con più di 40 punti segnati (play-off): 1

## Statistiche
| * | Primo nella lega |

### College
| Anno      | Squadra          | PG | PT | MP   | TC%  | 3P%  | TL%  | RP  | AP  | PRP | SP  | PP   |
| --------- | ---------------- | -- | -- | ---- | ---- | ---- | ---- | --- | --- | --- | --- | ---- |
| 1999-2000 | Arizona Wildcats | 34 | 31 | 32,1 | 45,3 | 29,2 | 75,0 | 4,1 | 2,1 | 2,1 | 0,3 | 15,4 |
| 2000-2001 | Arizona Wildcats | 36 | 33 | 29,0 | 47,9 | 41,6 | 72,4 | 3,6 | 2,3 | 1,8 | 0,2 | 16,2 |
| Carriera  | Carriera         | 70 | 64 | 30,5 | 46,6 | 36,1 | 73,8 | 3,8 | 2,2 | 1,9 | 0,2 | 15,8 |

### NBA

#### Regular Season
| Anno      | Squadra           | PG  | PT  | MP   | TC%  | 3P%  | TL%  | RP  | AP   | PRP | SP  | PP   |
| --------- | ----------------- | --- | --- | ---- | ---- | ---- | ---- | --- | ---- | --- | --- | ---- |
| 2001-2002 | G.S. Warriors     | 47  | 30  | 24,6 | 45,3 | 34,5 | 77,5 | 2,8 | 3,7  | 1,5 | 0,2 | 10,9 |
| 2002-2003 | G.S. Warriors     | 82  | 82  | 35,0 | 43,1 | 34,8 | 79,1 | 4,7 | 6,3  | 1,5 | 0,2 | 18,3 |
| 2003-2004 | Wash. Wizards     | 55  | 52  | 37,6 | 39,2 | 37,5 | 74,8 | 4,6 | 5,0  | 1,9 | 0,2 | 19,6 |
| 2004-2005 | Wash. Wizards     | 80  | 80  | 40,9 | 43,1 | 36,5 | 81,4 | 4,7 | 5,1  | 1,7 | 0,3 | 25,5 |
| 2005-2006 | Wash. Wizards     | 80  | 80  | 42,3 | 44,7 | 36,9 | 82,0 | 3,5 | 6,1  | 2,0 | 0,3 | 29,3 |
| 2006-2007 | Wash. Wizards     | 74  | 73  | 39,8 | 41,8 | 35,1 | 84,4 | 4,6 | 6,0  | 1,9 | 0,2 | 28,4 |
| 2007-2008 | Wash. Wizards     | 13  | 8   | 32,7 | 39,8 | 28,2 | 77,1 | 3,9 | 5,1  | 1,8 | 0,1 | 19,4 |
| 2008-2009 | Wash. Wizards     | 2   | 2   | 31,5 | 26,1 | 28,6 | 75,0 | 4,5 | 10,0 | 0,0 | 0,5 | 13,0 |
| 2009-2010 | Wash. Wizards     | 32  | 32  | 36,5 | 41,1 | 34,8 | 73,9 | 4,2 | 7,2  | 1,3 | 0,3 | 22,6 |
| 2010-2011 | Wash. Wizards     | 21  | 14  | 34,6 | 39,4 | 32,4 | 83,6 | 3,3 | 5,6  | 1,4 | 0,6 | 17,3 |
| 2010-2011 | Orlando Magic     | 49  | 2   | 21,8 | 34,4 | 27,5 | 74,4 | 2,4 | 3,2  | 0,9 | 0,2 | 8,0  |
| 2011-2012 | Memphis Grizzlies | 17  | 0   | 12,4 | 40,6 | 33,3 | 70,0 | 1,1 | 1,1  | 0,6 | 0,1 | 4,2  |
| Carriera  | Carriera          | 552 | 455 | 35,1 | 42,1 | 35,1 | 80,3 | 3,9 | 5,3  | 1,6 | 0,2 | 20,7 |

### Massimi in carriera
- Massimo di punti: 60 vs Los Angeles Lakers (17 febbraio 2006)[10]
- Massimo di rimbalzi: 12 (3 volte), ultima vs Chicago Bulls il 26 febbraio 2004
- Massimo di assist: 16 vs Detroit Pistons (21 novembre 2010)
- Massimo di stoppate: 3 vs Cleveland Cavaliers (10 febbraio 2006)
- Massimo di palle rubate: 8 vs Sacramento Kings (17 marzo 2004)
- Massimo di minuti giocati: 53 vs Detroit Pistons (25 novembre 2005)

#### Play-off
| Anno     | Squadra           | PG | PT | MP    | TC%  | 3P%  | TL%  | RP  | AP  | PRP | SP  | PP    |
| -------- | ----------------- | -- | -- | ----- | ---- | ---- | ---- | --- | --- | --- | --- | ----- |
| 2005     | Wash. Wizards     | 10 | 10 | 45,0  | 37,6 | 23,4 | 76,6 | 5,2 | 6,2 | 2,1 | 0,6 | 23,6  |
| 2006     | Wash. Wizards     | 6  | 6  | 47,3* | 46,4 | 43,5 | 77,1 | 5,5 | 5,3 | 2,2 | 0,7 | 34,0* |
| 2008     | Wash. Wizards     | 4  | 2  | 23,5  | 38,9 | 41,7 | 83,3 | 1,8 | 2,8 | 0,5 | 0,0 | 10,8  |
| 2011     | Orlando Magic     | 5  | 0  | 16,2  | 42,9 | 25,0 | 66,7 | 2,8 | 2,4 | 0,2 | 0,2 | 8,6   |
| 2012     | Memphis Grizzlies | 6  | 0  | 3,8   | 25,0 | 0,0  | -    | 0,2 | 0,2 | 0,0 | 0,0 | 0,7   |
| Carriera | Carriera          | 31 | 18 | 30,1  | 41,0 | 30,5 | 76,9 | 3,5 | 3,8 | 1,2 | 0,4 | 17,1  |

### Massimi ai play-off
- Massimo di punti: 44 vs Cleveland Cavaliers (3 maggio 2006)[11]
- Massimo di rimbalzi: 8 vs Chicago Bulls (24 aprile 2005)
- Massimo di assist: 14 vs Miami Heat (12 maggio 2005)
- Massimo di palle rubate: 6 vs Miami Heat (8 maggio 2005)
- Massimo di stoppate: 2 vs Chicago Bulls (30 aprile 2005)
- Massimo di minuti giocati: 53 vs Cleveland Cavaliers (5 maggio 2006)